# Kōdai Nagashima
Kōdai Nagashima (japanisch 長島 滉大 Nagashima Kōdai; * 26. Januar 1998 in der späteren Stadt Saitama, Präfektur Saitama) ist ein japanischer Fußballspieler.

## Karriere
Kōdai Nagashima erlernte das Fußballspielen in den Jugendmannschaften von JACPA Saitama und Seiritsu Zebra sowie in der Schulmannschaft der Seiritsu Gakuen High School. Seinen ersten Vertrag unterschrieb er am 1. Februar 2016 beim FC Imabari. Der Verein aus Imabari, einer Stadt in der Präfektur Ehime, spielte in der fünften Liga, der Shikoku Soccer League. Am Ende der Saison stieg er als Tabellenerster mit Imabari in die vierte Liga auf. Von Ende August 2018 bis Juni 2019 wurde er an den portugiesischen Klub Portimonense SC ausgeliehen. Für den Verein aus Portimão spielte er in der U23-Mannschaft. Im Juli 2019 kehrte er aus Portugal zurück. Ende 2019 wurde er mit Imabari Tabellendritter und stieg somit in die dritte Liga auf. Vom 13. Mai 2021 bis 15. August 2021 wurde er an den Nara Club ausgeliehen. Mit dem Verein aus Nara spielte er zehnmal in der Japan Football League. Nach Ende der Ausleihe wurde er von Nara fest unter Vertrag genommen. Am Ende der Saison 2022 feierte er mit dem Verein die Meisterschaft und den Aufstieg in die dritte Liga. Nach dem Aufstieg verließ er den Verein und schloss sich im Januar 2023 dem Viertligisten Verspah Ōita an.

## Erfolge
FC Imabari
- Shikoku Soccer League: 2016  ▲

Nara Club
- Japanischer Viertligameister: 2022  ▲